# Фабиан, Душан
Душан Фабиан (словац. Dušan Fabian; р. 10 ноября 1975, Кошице) — словацкий писатель, публицист, физиолог, научный сотрудник Словацкой Академии Наук.

## Биография
Родился в Кошице, на территории тогдашней Чехословакии. В родном городе проживает до сих пор. После защиты кандидатской диссертации по ветеринарии продолжает работать штатным научным сотрудником Института физиологии животных Словацкой академии наук. Автор нескольких десятков публикаций
Как писатель специализируется на жанре ужасов и темного фэнтези, он — автор полутора десятков рассказов, опубликованных в журналах (Fantázia, Pevnost) и антологиях (Antologie), а также трёх романов.

## Творчество
Впервые прославился среди словацких поклонников фэнтези и ужасов изданием своего рассказа «Мигрень», которым привнес жуткие кошмары в среду сельской восточной Словакии. Роман увидел свет в антологии «Крутоглав 2001» — годовом сборнике лучших словацких рассказов в жанре научной фантастики, фэнтези и ужасов. and received the 2001 Béla Award for best horror short story. Большинство его дальнейшей короткой прозы печаталась в журнале «Fantázia», в том числе знаменитые рассказы «Три чёрных вторника» (позже переведённое на польский) и «Накануне первого мая», за которое он был удостоен премии «Istron» в 2006 году.
Дебютный роман Фабиана «Invocatio Elementalium» вышел отдельной книгой в чешском переводе в 2006 г., тогда как оригинальная словацкая версия печаталась с продолжением четырьмя частями в журнале «Fantázia», выпуски 36-39 с июля 2006 года по апрель 2007 г. В 2007 году издательство «Dark Horse» выпустило в двух томах польский перевод этого произведения под названием «Rytual». В романе речь идёт о банковском клерке Дэвиде Абеле, который вынужден отказаться от своего однообразного образа жизни после того, как стал случайной жертвой проклятия, наложенного демоном с астрального плана. Книга заработала в основном положительные отзывы, где произведение Фабиана сравнивали с романами Сергея Лукьяненко и Нила Геймана; однако некоторые критики сочли роман разбалансированным, которому не хватает более тесного и динамической структуры его коротких произведений.
Роман «Invocatio Elementalium» был включён в финальный список кандидатов на получение премии Чешской и Словацкой академии научной фантастики, фэнтези и хорора за 2006 г. в категории «лучшая чешская или словацкая книга» в марте 2007 г.
Новейший произведение Фабиана «Pestis Draconum» — в некоторой степени продолжение романа «Invocatio Elementalium» с тем же главным героем — вышел в чешском переводе 26 мая 2008 г. в издательстве «Brokilon».

### Романы
- «Invocatio Elementalium» (Wales, 2006)
- «Pestis Draconum» (Brokilon, 2008)
- «Živého mě nedostanou!» (Brokilon, 2010)

## Награды
За своё творчество получил такие премии:
- 2001: Béla — за рассказ «Migréna»
- 2002: Béla — за рассказ «Tri čierne utorky»
- 2006: Encouragement Award — премия Европейского общества научной фантастики для самого перспективного молодого творца
- 2006: Istron — за рассказ «V predvečer prvého mája»[15]